# Episodi di Naruto: Shippuden (ventiseiesima stagione)
Nostalgic Days costituisce la ventiseiesima stagione dell'anime Naruto: Shippuden ed è composta dagli episodi che vanno dal 480 al 483. La regia è di Osamu Kobayashi ed è prodotta da TV Tokyo e Pierrot. La stagione è un prequel della prima serie, poiché ogni episodio è diviso in due parti in cui si mostrano eventi dell'infanzia dei protagonisti.
La ventiseiesima stagione è stata trasmessa in Giappone dal 20 ottobre 2016 al 10 novembre 2016 su TV Tokyo. È stata pubblicata in simulcast con sottotitoli in italiano sulla piattaforma Crunchyroll. L'edizione doppiata in italiano è stata trasmessa su Italia 2 dal 2 al 9 aprile 2024.
La stagione adotta una sigla di apertura: Kara no Kokoro di Anly (episodi 480-483), e una sigla di chiusura: Tabidachi no Uta degli Ayumikurikamaki (episodi 480-483).

## Lista episodi
| Nº  | Titolo italiano Giapponese 「Kanji」 - Rōmaji               | In onda          | In onda       |
| Nº  | Titolo italiano Giapponese 「Kanji」 - Rōmaji               | Giapponese       | Italiano      |
| 480 | Naruto e Hinata 「NARUTO - HINATA」 - Naruto - Hinata       | 20 ottobre 2016  | 2 aprile 2024 |
| 481 | Sasuke e Sakura 「SASUKE - SAKURA」 - Sasuke - Sakura       | 27 ottobre 2016  | 2 aprile 2024 |
| 482 | Gaara e Shikamaru 「GAARA - SHIKAMARU」 - Gaara - Shikamaru | 3 novembre 2016  | 9 aprile 2024 |
| 483 | Jiraiya e Kakashi 「JIRAIYA - KAKASHI」 - Jiraiya - Kakashi | 10 novembre 2016 | 9 aprile 2024 |

## DVD

### Giappone
Gli episodi della ventiseiesima stagione di Naruto: Shippuden vengono distribuiti in Giappone anche tramite DVD, il 5 luglio 2017.
| Volume | Episodi | Data di pubblicazione | Extra |
| ------ | ------- | --------------------- | ----- |
| 1      | 480-483 | 5 luglio 2017         | —     |